# Got You OSAKA
『Got You OSAKA』（ガッチュー・オオサカ）は、2018年4月からFM COCOLOで放送されているラジオ番組。

## 概要
トータス松本が、関西人マナーなユーモアとヴァイブスで日曜の午後を“Gotta Gotta”盛り上げる。
東京・虎ノ門のFM802東京支社スタジオから生放送。ツアーなどによる来阪時は「レギュラー回」と銘打ち、大阪・南森町のFM COCOLOスタジオから生放送する。

## 放送時間
- 日曜日 13:00 - 15:00（2025年4月 - ）[2]

### 過去の放送時間
- 日曜日 14:00 - 16:00（2018年4月 - 2025年3月）

## DJ
- トータス松本（2018年4月 - ）